# Maniche (Haití)
Maniche (en criollo haitiano Manich) es una comuna de Haití que está situada en el distrito de Los Cayos, del departamento de Sur.

## Secciones
Está formado por las secciones de:
- Maniche (que abarca la villa de Maniche)
- Dory
- Melon

## Demografía
| Gráfica de evolución demográfica de Maniche entre 2009 y 2015 |
|                                                               |

Los datos demográficos contemplados en este gráfico de la comuna de Maniche son estimaciones que se han cogido de 2009 a 2015 de la página del Instituto Haitiano de Estadística e Informática (IHSI). 